# Hockey Club Lugano 2007-2008
La stagione 2007-2008 è la 28ª che l'Hockey Club Lugano  gioca nella Lega Nazionale A.

## Regular season
| Posiz. | PG | V  | V+ | S+ | S  | GF  | GS  | PTI |
| 9.     | 50 | 15 | 9  | 6  | 20 | 130 | 149 | 69  |

## Playout
| Turno       | Situazione         | Risultati               |
| Primo turno | LUGANO-Basilea 4:1 | 6:1, 3:5, 4:3, 3:2, 4:3 |

## Statistiche individuali
| Giocatore   | PG   | PTS   | PAP     | Stagione precedente          |
| Häppölä     | 7gp  | 9pts  | 1.28pap | (-)                          |
| Höglund     | 10gp | 8pts  | 0.8pap  | (-)                          |
| Jeannin     | 43gp | 33pts | 0.76pap | (42 - 32 - 0.76)             |
| Wilson      | 30gp | 20pts | 0.66pap | (35 - 31 - 0.88)             |
| J. Vauclair | 49gp | 31pts | 0.63pap | (39 - 16 - 0.41)             |
| Murray      | 49gp | 30pts | 0.61pap | (-)                          |
| Tremblay    | 46gp | 27pts | 0.58pap | (-)                          |
| Carter      | 15gp | 8pts  | 0.53pap | (-)                          |
| Romy        | 50gp | 22pts | 0.44pap | (40 - 24 - 0.60)             |
| Näser       | 50gp | 18pts | 0.36pap | (44 - 21 - 0.47)             |
| Sannitz     | 50gp | 16pts | 0.32pap | (38 - 26 - 0.68)             |
| Hänni       | 39gp | 12pts | 0.30pap | (44 - 14 - 0.31)             |
| Wirz        | 50gp | 15pts | 0.30pap | (44 - 11 - 0.25)             |
| Paterlini   | 49gp | 15pts | 0.30pap | (ZSC 39 - 10 - 0.25)         |
| Conne       | 49gp | 15pts | 0.30pap | (due anni fa 43 - 13 - 0.30) |
| T. Vauclair | 47gp | 13pts | 0.27pap | (39 - 8 - 0.20)              |
| Helbling    | 49gp | 12pts | 0.24pap | (-)                          |
| Knöpfli     | 49gp | 10pts | 0.20pap | (44 - 14 - 0.31)             |
| Cantoni     | 42gp | 7pts  | 0.16pap | (40 - 11 - 0.27)             |
| Hirschi     | 24gp | 4pts  | 0.16pap | (15 - 6 - 0.4)               |
| LaCouture   | 15gp | 2pts  | 0.13pap | (-)                          |
| Kostovic    | 27gp | 3pts  | 0.11pap | (42 - 19 - 0.45)             |
| Nodari      | 29gp | 1pts  | 0.03pap | (15 - 0 - 0)                 |
| Chiesa      | 42gp | 1pts  | 0.02pap | (1 - 0 - 0)                  |
| M. Zanatta  | 6gp  | 0pts  | 0pap    | (-)                          |
| Conte       | 4gp  | 0pts  | 0pap    | (-)                          |
| Bianchi     | 2gp  | 0pts  | 0pap    | (-)                          |
| Vassalli    | 1gp  | 0pts  | 0pap    | (-)                          |

Game Winning Goal
4: Höglund

3: J. Vauclair

2: Sannitz, Tremblay, Romy

1: Murray, Jeannin, Conne, Wilson, Carter, Näser
Game Tying Goal
2: J. Vauclair, Wilson, Paterlini, Helbling, Näser, Häppölä

1: Kostovic, Cantoni, Romy, Conne, Tremblay, Carter, Jeannin, Sannitz

## Statistiche squadra
Media goal fatti: 2.6

Media goal subiti: 2.98
Power-play: 14.6%

Box-play: 82.8%
Partite casalinghe:

14 vinte 11 perse

64 goal fatti - 60 goal subiti
Partite esterne:

10 vinte 15 perse

62 goal fatti - 84 goal subiti
OT: 5 vinte 0 perse

Rigori: 4 vinte 5 perse
Tempo max senza fare goal: 212 min 24 sec (28.11 - 7.12)

Tempo max senza prendere goal: 116 min 14 sec (30.10 - 3.11)
Quando HCL segna il primo goal: 18 vinte 6 perse

Quando HCL subisce il primo goal: 6 vinte 20 perse
Dopo 1º tempo in vantaggio: 10 vinte 2 perse

Dopo 1º tempo in parità: 11 vinte 11 perse

Dopo 1º tempo in svantaggio: 3 vinte 13 perse
Dopo 2º tempo in vantaggio: 14 vinte 5 perse

Dopo 2º tempo in parità: 7 vinte 1 persa

Dopo 2º tempo in svantaggio: 3 vinta 20 perse
Dopo una vittoria: 11 vinte 11 perse

Dopo una sconfitta: 13 vinte 14 perse
Max vinte di fila: 4 (15.9 - 25.9; 12.1 - 22.1)

Max perse di fila: 4 (12.10 - 19.10; 28.11 - 4.12)
Punti a partita per gli allenatori:

Slettvol 22 in 13 1.69

Ruhnke 7 in 8 0.875

I. Zanatta 40 in 29 1.37

## Maglie
| Maglia casalinga |  |
|                  |  |

| Maglia trasferta |  |
|                  |  |